# Glyphocarpus lutescens
Glyphocarpus lutescens là một loài rêu trong họ Bartramiaceae. Loài này được Hampe M. Fleisch. mô tả khoa học đầu tiên năm 1904.